# 나루카와 미술관

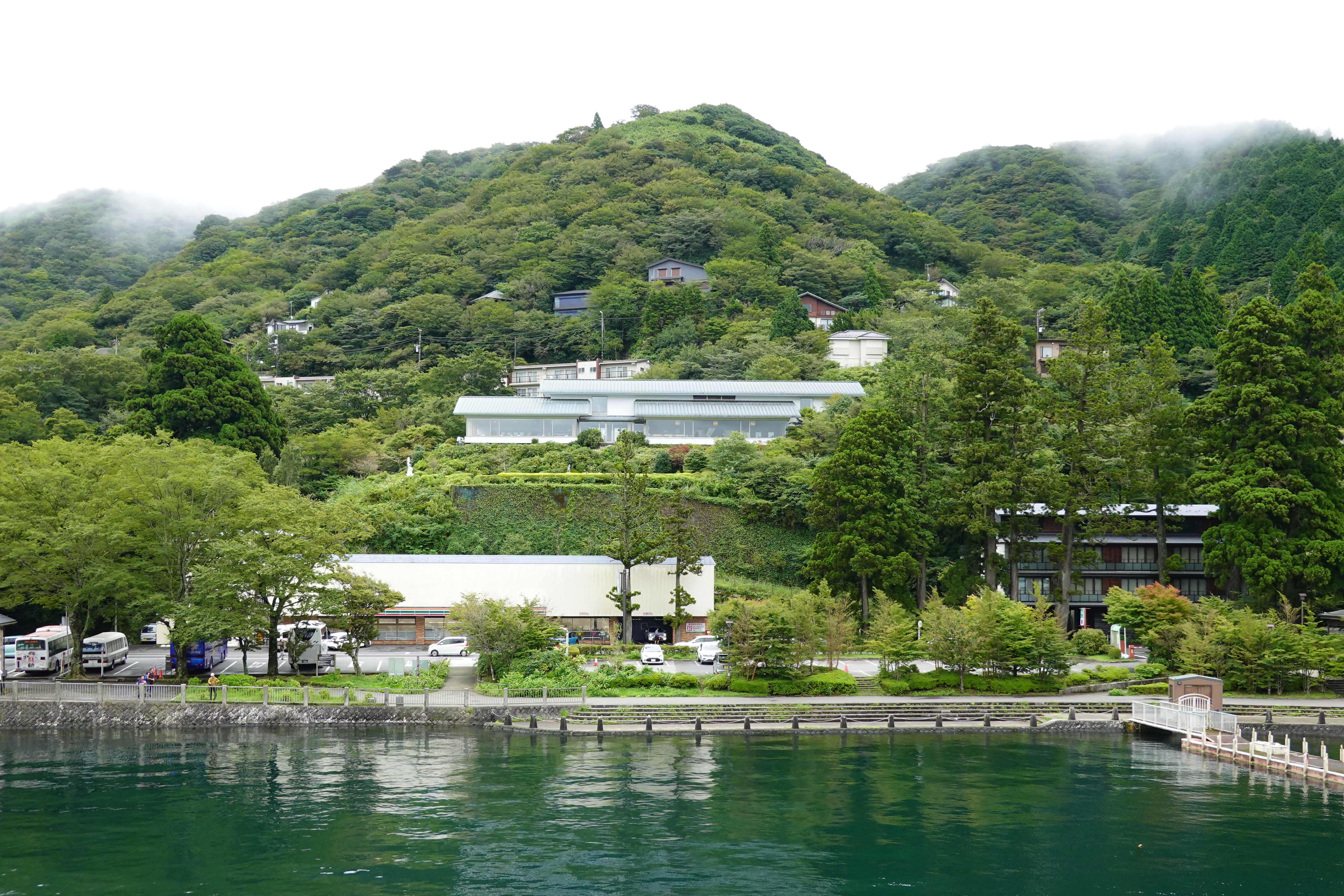
나루카와 미술관

나루카와 미술관(일본어: 成川美術館 나루카와비쥬쓰칸[*])은 일본 가나가와현 하코네정에 있는 미술관이다. 히가시야마 가이, 야마모토 규진 등의 작품이 있다.